# Vézinnes
Vézinnes és un municipi francès, situat al departament del Yonne i a la regió de Borgonya - Franc Comtat. L'any 2007 tenia 166 habitants.

## Demografia

### Població
El 2007 la població de fet de Vézinnes era de 166 persones. Hi havia 76 famílies, de les quals 28 eren unipersonals (16 homes vivint sols i 12 dones vivint soles), 20 parelles sense fills, 16 parelles amb fills i 12 famílies monoparentals amb fills.
La població ha evolucionat segons el següent gràfic:
Habitants censats

### Habitatges
El 2007 hi havia 105 habitatges, 77 eren l'habitatge principal de la família, 21 eren segones residències i 7 estaven desocupats. 102 eren cases i 3 eren apartaments. Dels 77 habitatges principals, 62 estaven ocupats pels seus propietaris, 12 estaven llogats i ocupats pels llogaters i 3 estaven cedits a títol gratuït; 7 tenien dues cambres, 17 en tenien tres, 19 en tenien quatre i 34 en tenien cinc o més. 47 habitatges disposaven pel capbaix d'una plaça de pàrquing. A 34 habitatges hi havia un automòbil i a 33 n'hi havia dos o més.

### Piràmide de població
La piràmide de població per edats i sexe el 2009 era:
| Homes | Edats   | Dones |
| ----- | ------- | ----- |
| 0     | 95 o +  | 0     |
| 0     | 90 a 94 | 0     |
| 0     | 85 a 89 | 4     |
| 0     | 80 a 84 | 0     |
| 4     | 75 a 79 | 0     |
| 4     | 70 a 74 | 8     |
| 0     | 65 a 69 | 4     |
| 8     | 60 a 64 | 0     |
| 4     | 55 a 59 | 4     |
| 8     | 50 a 54 | 12    |
| 16    | 45 a 49 | 4     |
| 8     | 40 a 44 | 4     |
| 4     | 35 a 39 | 12    |
| 0     | 30 a 34 | 4     |
| 4     | 25 a 29 | 4     |
| 4     | 20 a 24 | 8     |
| 12    | 15 a 19 | 0     |
| 8     | 10 a 14 | 4     |
| 4     | 5 a 9   | 4     |
| 8     | 0 a 4   | 0     |

## Economia
El 2007 la població en edat de treballar era de 119 persones, 85 eren actives i 34 eren inactives. De les 85 persones actives 77 estaven ocupades (44 homes i 33 dones) i 8 estaven aturades (5 homes i 3 dones). De les 34 persones inactives 18 estaven jubilades, 6 estaven estudiant i 10 estaven classificades com a «altres inactius».

### Ingressos
El 2009 a Vézinnes hi havia 79 unitats fiscals que integraven 180 persones, la mediana anual d'ingressos fiscals per persona era de 17.951 €.

### Activitats econòmiques
Dels 3 establiments que hi havia el 2007, 1 era d'una empresa de comerç i reparació d'automòbils, 1 d'una empresa de transport i 1 d'una empresa de serveis.

## Poblacions més properes
El següent diagrama mostra les poblacions més properes.